# Playas de Tijuana

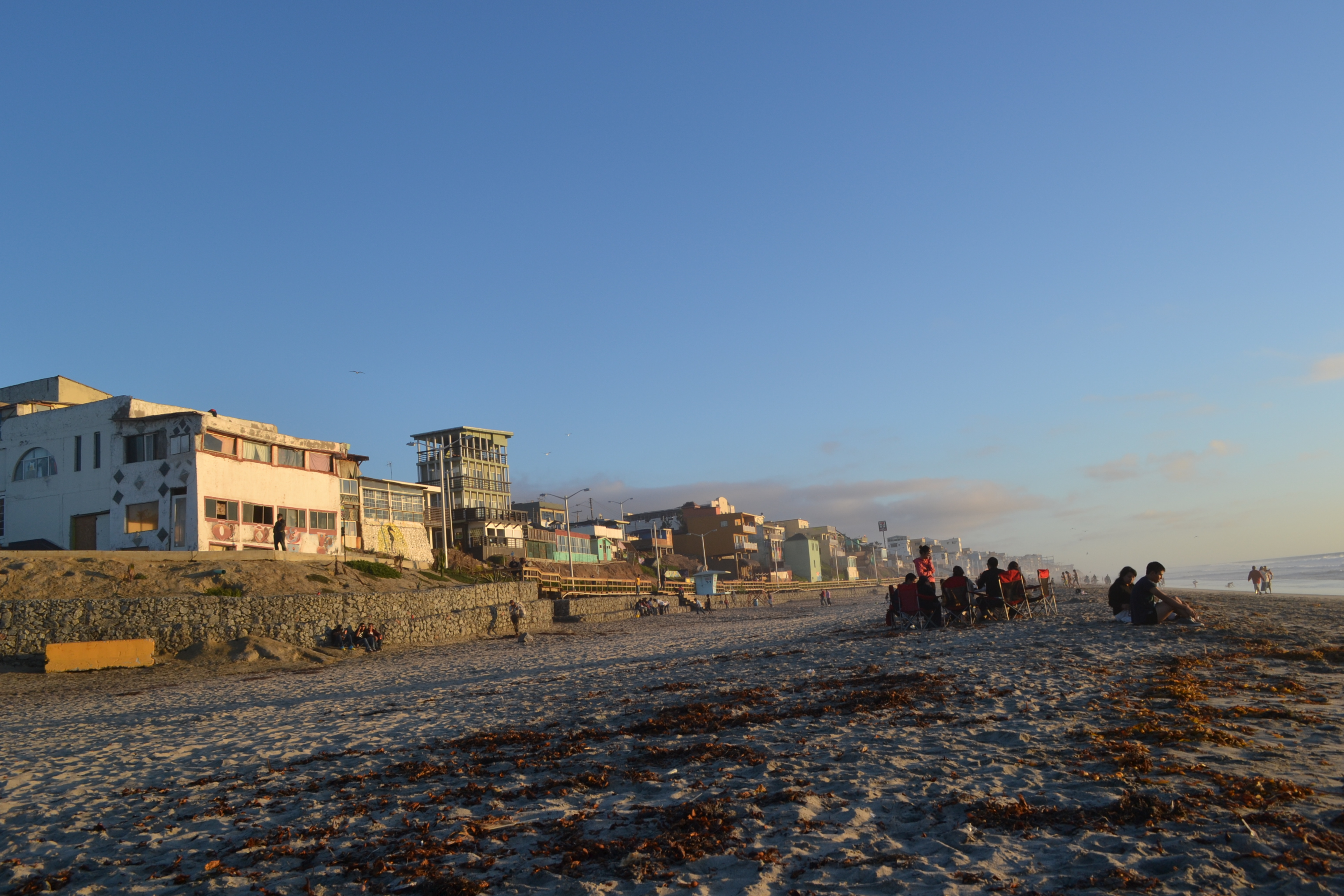
Vista del malecón de Playas de Tijuana, Tijuana, Baja California, México (2012).

La Delegación Playas de Tijuana es una demarcación territorial y administrativa del municipio de Tijuana, en Baja California, México, ubicada al oeste y noroeste de la ciudad. Es una de las de mayor extensión territorial y uno de los atractivos turísticos del municipio.

## Historia
En 1833 Santiago Emigdio Argüello, hijo mayor de don Santiago, solicitó los terrenos adyacentes al rancho de Tijuana, que colindaban con el mar, siendo concedidos por el gobernador José Figueroa, lo que fortaleció la presencia de la familia Argüello en la región.El terreno se vio afectado tras la Guerra de México y Estados Unidos en 1848. Por primera vez la región conoció un límite artificial que marcaba el inicio de otro mundo cultural, el encuentro con el “otro”, la enajenación de su identidad cultural y ecológica. Sin embargo, al principio, esta circunstancia poco afectó al ambiente pastoril y de escasos ranchos en la localidad: “El monumento de mármol llegó a San Diego el 10 de junio de 1851 y seis días después iba rumbo al punto inicial cercano a la costa, [en lo que hoy conocemos como playas de Tijuana, en donde se colocó con todos los honores militares que ameritaba tal ocasión.”.
En el año de 1957 se autorizó oficialmente el fraccionamiento “Soler“, propiedad de Jorge D. Soler y el fraccionamiento “Costa Azul” a Alfonso Camacho León y licenciado Alejo Orvaños Haran. En 1959 la Compañía Urbanizadora de Tijuana S.A., adquirió este último fraccionamiento llamándolo “Playas de Tijuana”. A principios del año 1960 el mayor Salvador López Hurtado contrató a la compañía constructora de Raymundo Múzquiz, para la construcción de la plaza de toros “Monumental” fomentando más el desarrollo de esta zona. En el mismo año, el gobierno inició la regularización del trazo del camino que comunicaba el centro de la ciudad con Playas de Tijuana, continuándolo como prolongación de la calle Segunda. Con esta comunicación se beneficiaron también por el orden de 15,000 habitantes que residían en las colonias “Linda Vista”, “Alemán”, “Castillo” y “Soler“. Fue durante los años 60s que comenzaron a crecer las siguientes colonias: “Herrera”, “Santa Rosa”, “Chula Vista”, “Roma”, “Primer Ayuntamiento”, “Azcona”, “Ruiz Valencia“, que posteriormente cambió su nombre a colonia “Los Altos”, “Gran Tenochtitlan” y “Miramar”; hacia la costa, “Playas de Tijuana” y “Costa Azul”.
En la década de los setenta comenzaron a formarse algunos fraccionamientos más en la zona de Playas de Tijuana como: “Vista del Pacífico” y “Lomas del Mirador” autorizados en el año de 1975 a Genaro Gavaldón Guajardo; en 1977 “Lomas” del Porvenir” al INFONAVIT”; hacia el sur, en 1970; el “Salvatierra“, a Marcelino Briseño Meza y Luis Méndez León. También en 1985, se autorizó la construcción del "Fracc. Privada de Cortez".

## Paisaje urbano

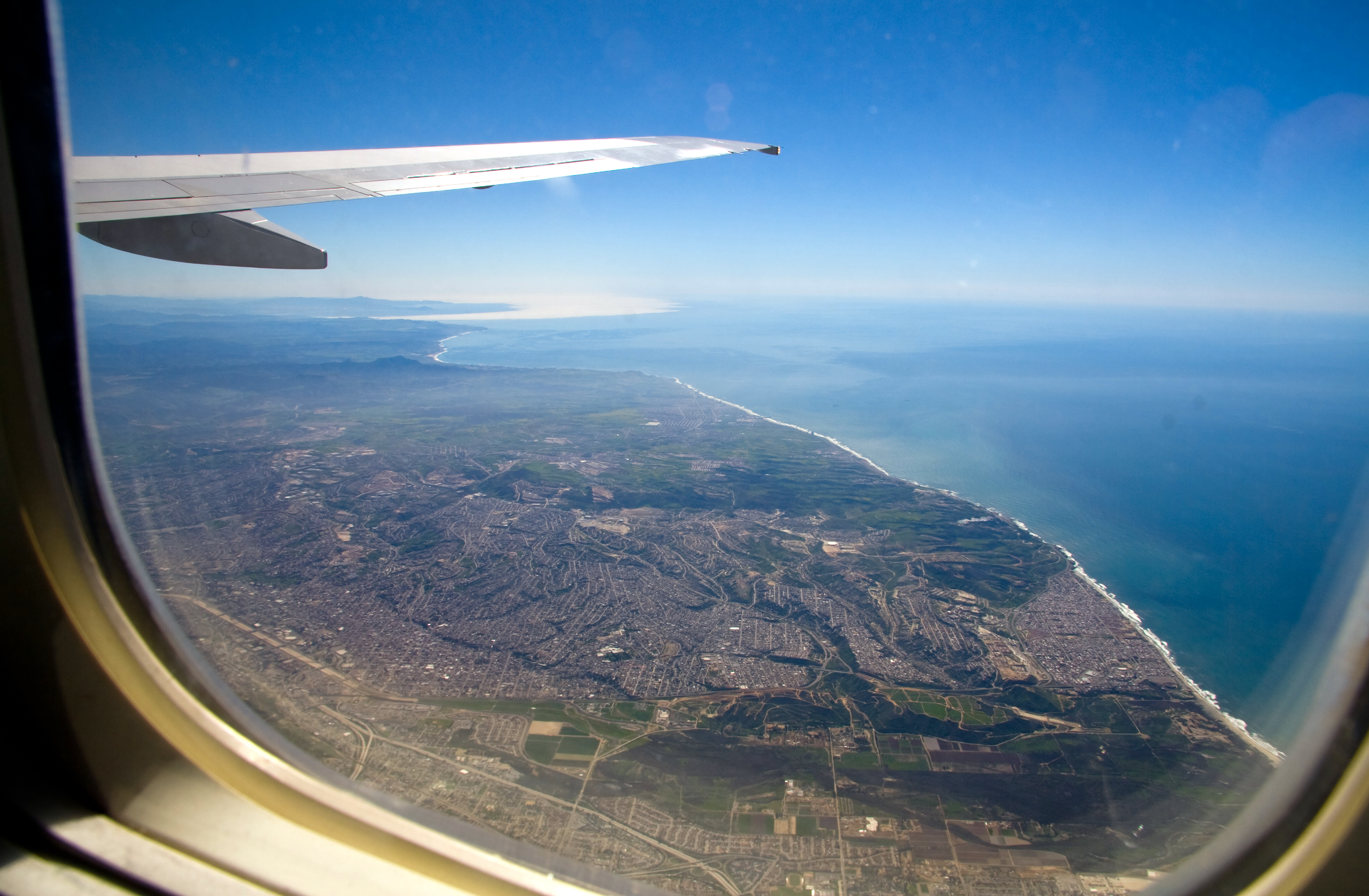
Vista aérea de la delegación Playas de Tijuana

La delegación de Playas de Tijuana se localiza en el extremo noroeste del municipio de Tijuana, Baja California. Limita al norte con las ciudades estadounidenses de Imperial Beach y San Diego, al oeste con el océano Pacífico, al sur con el municipio de Playas de Rosarito y al este con la delegación San Antonio de los Buenos.

### Colonias
En México, los barrios urbanos se denominan *colonias* y constituyen unidades administrativas reconocidas por los gobiernos municipales. En Playas de Tijuana destacan las siguientes colonias:
- Miramar
- Soler
- El Mirador
- Lázaro Cárdenas
- Gran Tenochtitlán
- Costa de Oro
- Las Cumbres
- Salvatierra
- El Jibarito
- Pedregal de Santa Julia

### Sitios de interés
Entre los espacios recreativos, gastronómicos y culturales más representativos de la delegación se encuentran:
- Malecón de Playas de Tijuana
- Plaza Monumental de Tijuana (*La Monumental*)
- Casa de la Cultura de Playas de Tijuana
- Parque Azteca Sur
- Parque Los Sauces
- Cortijo San José
- Real del Mar Golf Resort
- La Barda (zona de arte urbano en el muro fronterizo)
- Muro sin Muros (segmento del Muro de Berlín donado a la ciudad)[6]

### Monumentos y arquitectura destacada
- El Faro de Playas
- Los Arcos de Playas
- Monumento No. 258 (punto fronterizo)
- Monumento a Rodolfo Gaona
- Monumento a San Ignacio de Loyola

### Gastronomía local
Algunos establecimientos populares en la escena gastronómica de Playas de Tijuana incluyen:
- Mariscos Arcos Playas
- Taquería El Francés
- El Yogur Place
- Concheros

### Planeación urbana
De acuerdo con el Programa de Ordenamiento Ecológico Local del Municipio de Tijuana, la delegación de Playas es considerada una zona con alto valor ambiental y turístico, por lo que existen lineamientos específicos para su desarrollo sustentable.

## Ocio y cultura
La delegación Playas de Tijuana concentra la mayoría de la actividad recreativa debido a su cercanía con el mar. Recibe en temporada alta a miles de bañistas provenientes de otros zonas de la ciudad. Además, cuenta con centros comerciales, restaurantes y cine.  

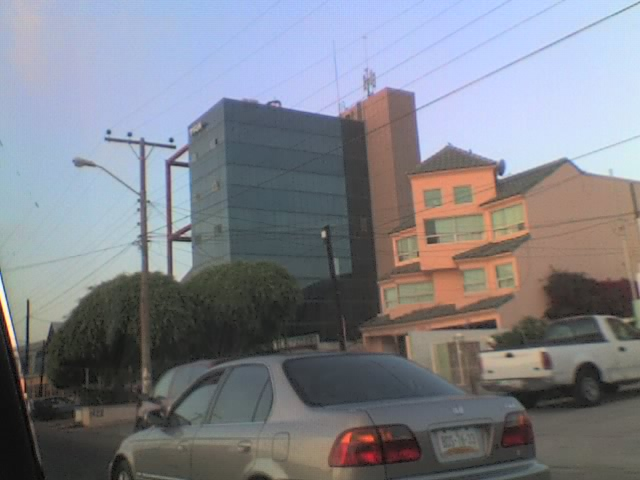
Edificio de TRW en Playas

Aquí es donde se encuentran las Playas de Tijuana (de ahí el nombre) y también es una de las dos salidas al sur hacia Rosarito y Ensenada. El Paseo Ensenada es un popular lugar de encuentro y pasar el tiempo libre, y donde los grandes centros comerciales y las empresas se encuentran. Plaza Coronado, que se encuentra al principio del Paseo Ensenada, es el principal centro de entretenimiento, donde la gente, sobre todo jóvenes se reúnen cada día para pasar el tiempo libre. Los deportes acuáticos como el surf, el bodyboard, kayak y están disponibles cuando la calidad del agua del mar es buena la calidad del agua puede ser muy mal poco después de que llueve. La plaza de toros Monumental. se encuentra aquí, así como el de Tijuana-campus de la Universidad Iberoamericana.
La delegación de Playas de Tijuana tiene su propia casa de la cultura, con numerosas infraestructuras locales y artísticas, tales como una escuela de ballet, una escuela de dibujo, la pintura de la escuela, escuela de danza, y muchas otras. La casa de la cultura se encuentra dentro del complejo donde el edificio del gobierno local es, y también en el interior del recinto se encuentra otra en la Plaza de Toros, conocido como el Cortijo San José, que a veces se celebran espectáculos de rodeo. Junto con los edificios de la administración, la Casa, y el Cortijo, hay una plaza cívica, donde cada mes el 15 de septiembre se celebró la celebración de la independencia. En las playas de Tijuana tienen su sede varias ONG, líderes en temas locales como el desarrollo sostenible, la calidad del agua potable en las playas locales y la política pública como el espacio abierto y la protección de zonas verdes, y en contra de una serie de desarrollos de vivienda que impiden el libre acceso a las playas locales y la expansión urbana y la violencia. 

### Zonas comerciales
Aunque en su mayoría es una zona habitacional, la delegación cuenta con algunos pequeños y medianos centros comerciales, al igual que en el resto de la ciudad, conocidos como "plazas".
- Plaza Coronado
- Plaza Victoria
- Plaza Playas
- Plaza Comercial Soler

## Movilidad

### Transporte
Los tres tipos de transporte de la ciudad; taxis, autobuses y microbuses; operan en la delegación, principalmente de los conocidos como "Azul y blanco". Las rutas van desde Playas de Tijuana o colonias como Flores Magón, Salvatierra y Cumbres, hasta el Centro, la Central Camionera y la Línea Internacional.

### Vialidades
En Playas de Tijuana se inicia la Carretera Federal 1D, conocida como "Carretera Escénica" que va hasta Los Cabos, la cual también funge, dentro de la demarcación, para conectar los fraccionamientos a la orilla del mar con Rosarito y la Av. Internacional. 
Las principales vialidades de la delegación son: 
De oeste a este:
- Avenida del Agua
- Bulevar La Joya
- Avenida Flores Magón
- Bulevar Salvatierra
- Avenida Emiliano Zapata
- Paseo Banderas
- Avenida Internacional

De norte a sur:
- Libramiento Rosas Magallón
- Paseo Ensenada
- Paseo Playas de Tijuana
- Bulevar El Mirador
- Avenida San Ángel
- Avenida Francisco I. Madero
- Carretera Federal No. 1

## Administración
Su administración o gobierno depende de un Delegado Municipal, o el Delegado Municipal (español), que es designado por el presidente municipal de Tijuana.

### Departamentos de servicio al municipio
La ciudad está a cargo de los siguientes servicios:
- Urbanismo:
  - Permisos de construcción
  - Autorización de uso de la tierra y la certificación
- Registro Civil:
  - Certificados de matrimonio
  - Certificados de defunción
  - Certificados de nacimiento
- Inspección y Verificación:
  - Solicitud de diversos certificados
  - Informes de ciudadanos
- Trabajos públicos:
  - Mantenimiento de alumbrado público
  - Mantenimiento de parques y áreas verdes
  - Mantenimiento de señalamiento vial
  - Limpieza de Malecón y playa
  - Jornadas de limpieza
  - Bacheo de asfalto
  - Mantenimiento de las calles
- Desarrollo comunitario:
  - Apoyo a la vivienda
  - Becas